# شلادمینگ
شلادمینگ (به آلمانی: Schladming) یک شهر و شهرک با حقوق شهرک و روستای سابق در اتریش است که در Expositur Gröbming واقع شده‌است. شلادمینگ ۱۰٫۳ کیلومتر مربع مساحت دارد ۷۴۵ متر بالاتر از سطح دریا واقع شده‌است.

## خواهرخوانده
شهرهای وتسلار و Felletin خواهرخوانده‌های شلادمینگ هستند.